# Вай Чинг Мау
Вай Чинг Мау (англ. Ching Maou Wei; род. 14 ноября 1985 года) — пловец из Американского Самоа, участник Олимпийских игр 2012 года.

## Биография
Вай Чинг Мау родился 14 ноября 1985 года на острове Тутуила в деревне Фагаалу.

## Карьера
Получил лицензию на участие на Летних Олимпийских играх в Лондоне, несмотря на то, что в Американском Самоа не было ни одного профессионального бассейна.
Во время Церемонии открытия Олимпиады-2012 был знаменосцем своей команды.
Занял 51 место по результатам предварительного круга в соревнованиях среди мужчин на 50 метров вольным стилем и не смог квалифицироваться в следующий этап.